# Dale Davis
Elliott Lydell "Dale" Davis (ur. 25 marca 1969 w Toccoa) – amerykański koszykarz, występujący na pozycjach silnego skrzydłowego oraz środkowego, uczestnik meczu gwiazd NBA.
W 1996 wystąpił w filmie Eddie.

## Osiągnięcia
NCAA
- Mistrz Konferencji ACC (1990)[2]
- Uczelnia Clemson zastrzegła należący do niego numer 34
- Wybrany do:
  - I składu All-ACC (1990)
  - Clemson's Ring of Honor[2]
  - Galerii Sław Uczelni Clemson (1996)[2]
- Lider konferencji w:
  - zbiórkach (1989–1991)[3]
  - skuteczności rzutów z gry (1989–1990)[3]

NBA
- Finalista NBA (2000)[4]
- Uczestnik meczu gwiazd NBA (2000)[5]
- Lider play-off w skuteczności rzutów z gry (1998)[6]

Reprezentacja
- Mistrz uniwersjady (1989)[7]